# 柏拉圖 (密蘇里州)
柏拉圖（英語：Plato）是位於美國密蘇里州德克薩斯縣的村。

## 人口
根據2020年美國人口普查的數據，柏拉圖的面積為0.97平方千米，皆為陸地。當地共有人口82人，而人口密度為每平方千米85人。